# 裁判所職員総合研修所

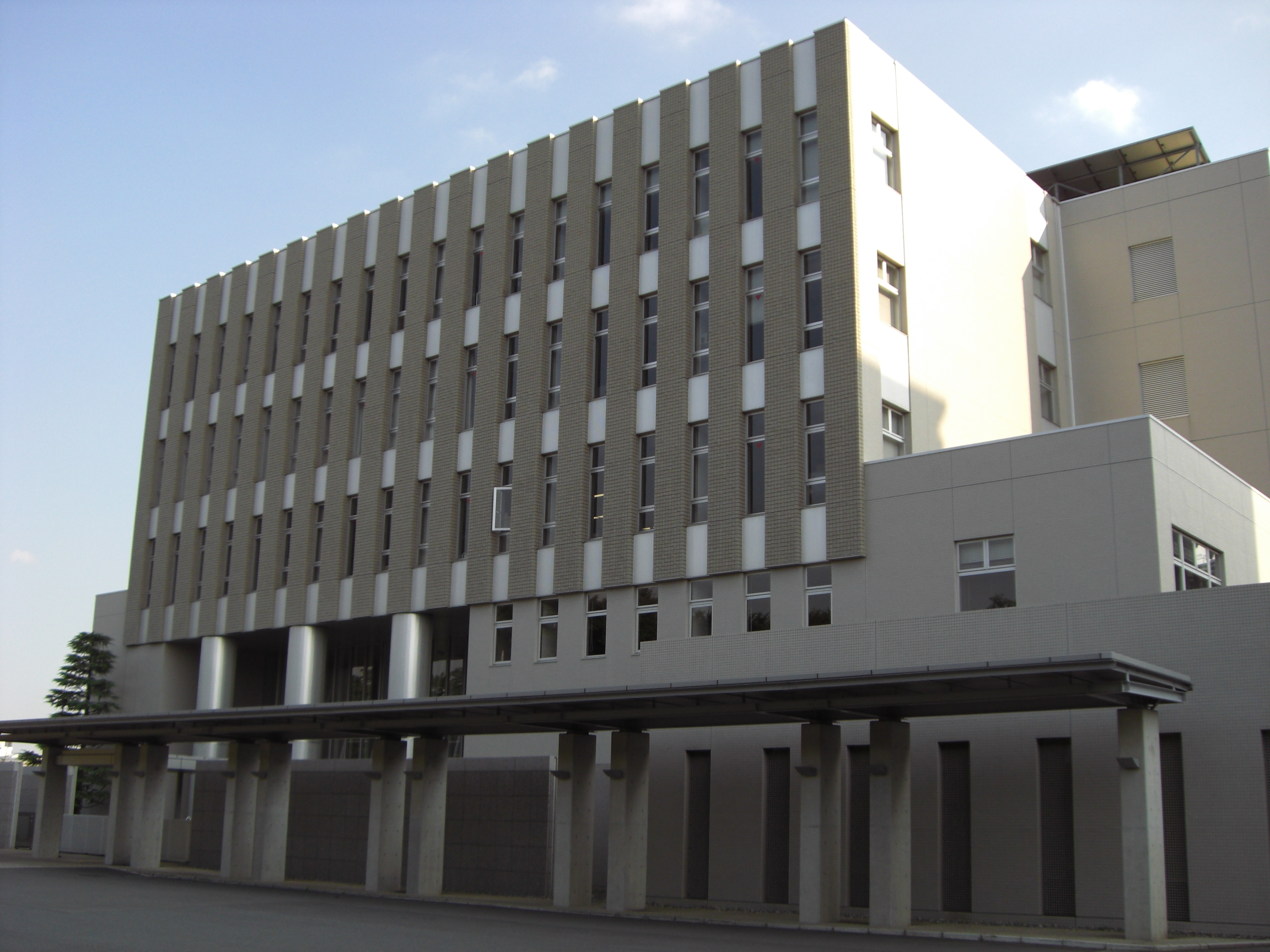
建物外観

裁判所職員総合研修所（さいばんしょしょくいんそうごうけんしゅうじょ）は、裁判所法に基づいて日本の最高裁判所に設置される附属機関で、最高裁判所に置かれる研修機関の1つ。埼玉県和光市にあり、裁判所書記官や家庭裁判所調査官等の研修を行う。
2004年（平成16年）4月に、裁判所書記官研修所と家庭裁判所調査官研修所が統合され、裁判所職員の総合的な育成を目指す機関として設置された。
また、裁判所職員総合研修所には分室があり、大阪、名古屋、広島、福岡、仙台、札幌、高松に置かれている。

## 所在地
埼玉県和光市南二丁目3-5

### 各分室の所在地

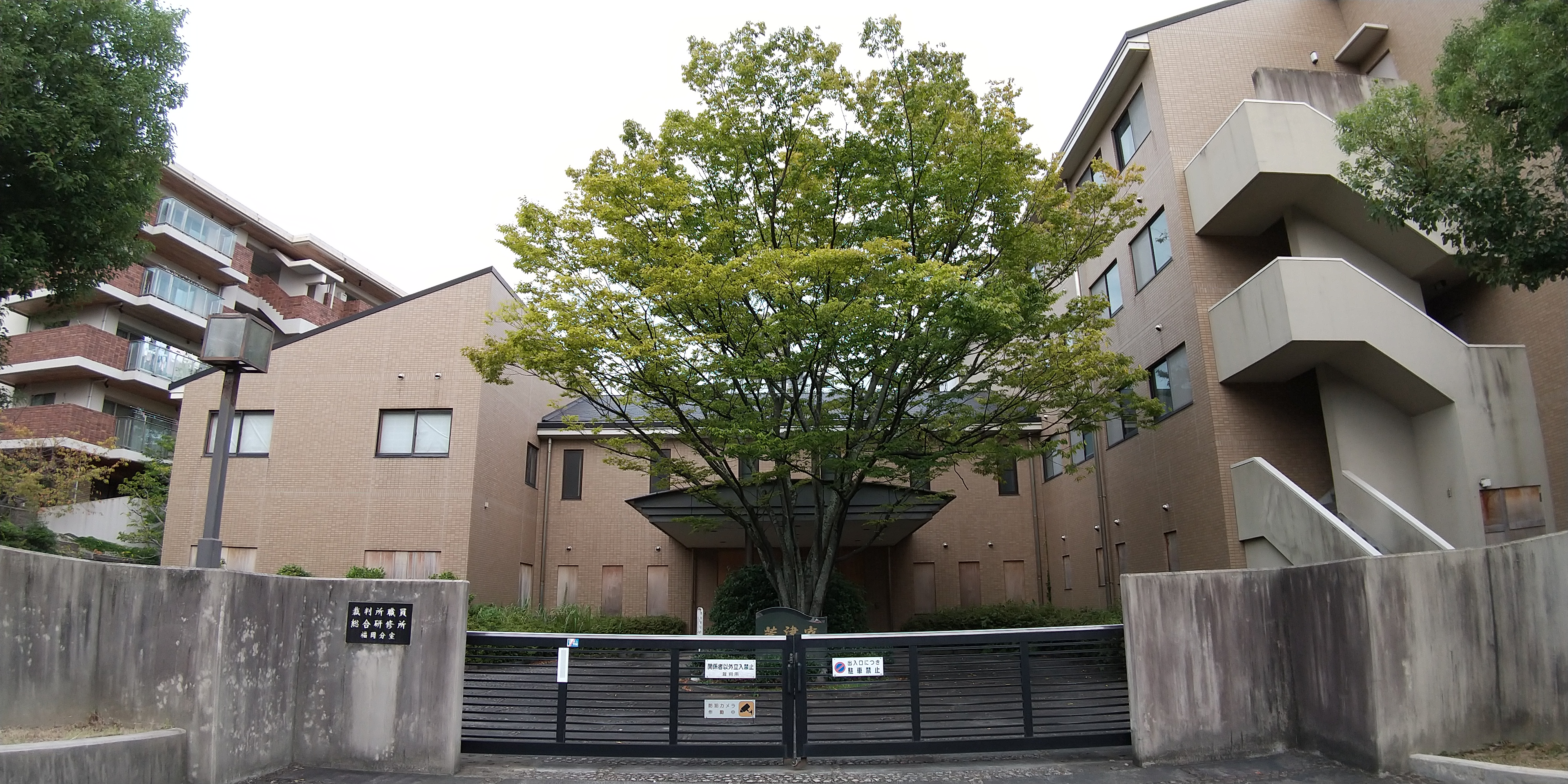
福岡分室

- 大阪分室：大阪府吹田市桃山台五丁目3-D27-101[1]
- 名古屋分室：名古屋市千種区若水二丁目2-5[1]
- 広島分室：広島市中区上八丁堀2番43号[1]
- 福岡分室：福岡市中央区西公園4番52号[注釈 1]
- 仙台分室：仙台市青葉区片平一丁目3番10号[1]
- 札幌分室：札幌市中央区南17条西14丁目1番1号[1]
- 高松分室：香川県高松市牟礼町牟礼978番5号[1]

## 歴代所長
| 氏名       | 在任期間                       | 退任後の主な役職               |
| ---------- | ------------------------------ | ------------------------------ |
| 一宮なほみ | 2004年4月1日 - 2005年12月22日  | 仙台高等裁判所長官、人事院総裁 |
| 安井久治   | 2005年12月23日 - 2007年5月22日 | 福岡高等裁判所長官             |
| 山名学     | 2007年5月23日 - 2010年3月7日   | 名古屋高等裁判所長官           |
| 小泉博嗣   | 2010年3月8日 - 2012年11月27日  | 大阪高等裁判所長官             |
| 小久保孝雄 | 2012年11月28日 - 2014年8月15日 | 高松高等裁判所長官             |
| 秋吉仁美   | 2014年8月16日 - 2016年7月21日  | 東京高等裁判所部総括判事       |
| 白井幸夫   | 2016年7月22日 - 2018年10月3日  | 東京高等裁判所部総括判事       |
| 古財英明   | 2018年10月4日 - 2020年10月23日 | 神戸地方裁判所所長             |
| 遠藤邦彦   | 2020年10月24日 - 2022年9月1日  | 神戸地方裁判所所長             |
| 後藤健     | 2022年9月2日 - 2024年5月24日   | 東京地方裁判所所長             |
| 江原健志   | 2024年5月25日 -                | 現職                           |

## 他の研修機関
最高裁判所の設置する研修機関としては他に、裁判官や司法修習生の研修を行う司法研修所が、同じ埼玉県和光市南二丁目3-8にある。